# Wabash, Indiana
Wabash är en stad (city) i Wabash County, i delstaten Indiana, USA. Enligt United States Census Bureau har staden en folkmängd på 10 573 invånare (2011) och en landarea på 23 km². Wabash är huvudort i Wabash County.